# آلویز هودک
آلویز هودک (به انگلیسی: Alois Hudec) ژیمناست زادهٔ ۱۲ ژوئیهٔ ۱۹۰۸ میلادی اهل کشور چکسلواکی است.